# 馬克西米夫卡 (薩赫諾夫希納區)
49°8′18″N 35°39′59″E / 49.13833°N 35.66639°E
馬克西米夫卡（烏克蘭語：Максимівка），是烏克蘭東部的村莊，隸屬哈爾科夫州的別列斯京區。該村始建於1920年，面積0.5平方公里，海拔高度106米，2001年人口252，人口密度每平方公里504人。